# Урду
Урду (اردو) (местно известен като лашкари (لشکری')) е индоарийски език, говорен от около 60 милиона души. Официален език в Пакистан и един от 23-те официални езика в Индия.

## История
Урду е индоевропейски език, възникнал през 13. век.